# Draba subfladnizensis
Draba subfladnizensis là một loài thực vật có hoa trong họ Cải. Loài này được Kuvaev mô tả khoa học đầu tiên năm 1980.